# Synopeas nigerrimum
Synopeas nigerrimum är en stekelart som beskrevs av Sundholm 1970. Synopeas nigerrimum ingår i släktet Synopeas och familjen gallmyggesteklar. Inga underarter finns listade i Catalogue of Life.